# جاك كارلن
جاك كارلن (بالإنجليزية: Jack Carlin) هو دراج بريطاني، ولد في 23 أبريل 1997 في بيزلي في المملكة المتحدة.

## وصلات خارجية
- جاك كارلن على موقع الاتحاد الدولي للدراجات (الإنجليزية)
- جاك كارلن على موقع أرشيف الدراجات (الإنجليزية)
- جاك كارلن على موقع CycleBase (الإنجليزية)
- جاك كارلن على موقع اللجنة الأولمبية الدولية (الإنجليزية)
- جاك كارلن على موقع أوليمبيديا (الإنجليزية)
- جاك كارلن على موقع اللجنة الأولمبية البريطانية (الإنجليزية)